# ویتوریو کاپریولی
ویتوریو کاپریولی (ایتالیایی: Vittorio Caprioli؛ ‏ ۱۵ اوت ۱۹۲۱ – ۲ اکتبر ۱۹۸۹) کارگردان و بازیگر اهل ایتالیا بود.
از فیلم‌هایی که وی در آن نقش داشته است، می‌توان به کاترین و شرکا، من، من، من… و دیگران، کشتار، خدمتکار منزل، مسالینا، مسالینا!، مرد لاتینو… تحت تعقیب، بیست‌ساله بودن، مرد هوسران، بیمار خیالی، آتول کا، هوس، روشنایی‌های واریته، چرخ‌وفلک ناپل، دوشیزه‌ای برای شاهزاده، کافه اکسپرس، جووانونا شاسی‌بلند، معلم مدرسه، آن دوران که به زن‌ها باکره می‌گفتند، معصومیت و هوس، الماس‌های آغشته به خون، خانم صاحبخانه، خیانت به سبک ایتالیایی، چیزهایی برای ثروتمندان و پشت درهای بسته اشاره کرد.